# 瑪戈·麥克唐納

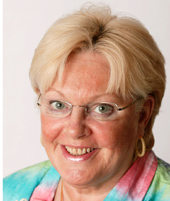
2011年的瑪戈·麥克唐納

瑪戈·麥克唐納（英語：Margo MacDonald，1943年4月19日—2014年4月4日），是一名苏格兰的政治家，她是苏格兰民族党的常委和领导人；之后担任英國國會格拉斯哥-加雲選區議員及蘇格蘭議會洛錫安選區議員。
2014年4月4日，她因帕金森综合症死于家中，享年70岁。